# Edsel Bermuda
Der Edsel Bermuda war ein Kombi, der von der Ford Motor Company in Dearborn (Michigan) unter dem Markennamen Edsel nur im Modelljahr 1958 hergestellt wurde. Wie seine Schwestermodelle Roundup und Villager wurde der Bermuda auf dem Fahrgestell der Ford-Kombis mit 2.946 mm Radstand gebaut. Von diesen Modellen stammten auch die meisten Karosserieteile.
Der Bermuda war die luxuriöseste Ausstattungsvariante des Edsel-Kombis und es gab ihn nur im ersten Jahr der Edsel-Produktion. Zusätzlich zur luxuriösen Innenausstattung hatte der Bermuda Holzimitat im Innenraum, ein Kennzeichen der luxuriösen Kombis des Ford-Konzerns. Es gab den Bermuda mit 6 und mit 9 Sitzplätzen. Zur Unterscheidung von seinen Ford-Schwestermodellen hatte der Bermuda die typische Edsel-Front mit dem schmalen ovalen Kühlergrill und die einzigartigen bumerangförmigen Heckleuchten. Die spezielle Form der Heckleuchten brachte das Problem mit sich, dass der linke Fahrtrichtungsanzeiger aus einiger Entfernung als nach rechts zeigender Pfeil erschien und umgekehrt.
Alle Kombis hatten serienmäßig den Motor des Ranger, einen V8 mit 5916 cm³ Hubraum und einer Leistung von 303 bhp (226 kW) bei 4600 min−1, ebenso wie ein manuell zu schaltendes Dreiganggetriebe. Auf Wunsch erhielten die Kunden alternativ gegen Aufpreis eine dreistufige Automatik mit Wählhebel an der Lenksäule oder das für die Edsel-Modelle besonders beworbene Teletouch-Automatikgetriebe mit Bedientasten in der Lenkradnabe.
Obwohl der Bermuda im Herbst 1957 mit viel Werbeaufwand vorgestellt worden war, waren seine Verkaufszahlen enttäuschend: Insgesamt entstanden nur 1456 sechssitzige und 779 neunsitzige Exemplare. Damit ist der Bermuda-Neunsitzer das seltenste Modell der 1958er-Palette. Der Sechssitzer kostete 3155 US-$, der Neunsitzer 3212 US-$ (inflationsbereinigt heute etwa 35.802 US-$).
Im Modelljahr 1959 stellte man die Modelle Bermuda und Roundup ein und bot als Kombi nur noch den Villager an. Ebenso verschwand auch die anfällige Teletouch-Automatik.